# Heading West
«Heading West», es una canción interpretada por la cantante estadounidense Cyndi Lauper, incluida en su tercer álbum de estudio, A Night to Remember. La compañía discográfica Epic Records la publicó el 22 de agosto de 1989 como el tercer sencillo del álbum. Fue compuesta por Tom Kelly y Billy Steinberg -el mismo equipo que compuso «My First Night Without You» «I Drove All Night»-. La canción relata de que debemos seguir adelante de una relación pasada (que fue el tema general del álbum) 

## Video Musical
También se lanzó un video, a en blanco y negro. Teniendo a Lauper en un campo vacío, caminando mientras cantaba el tema

## Lanzamiento
La canción fue lanzada fuera de los EE. UU, con gran éxito 
El sencillo fue un éxito limitado en Reino Unido. Cyndi Lauper dijo en una entrevista con el periódico O Globo que "'Heading West 'fue una gran canción ". 

## Versiones de otros artistas
La estrella del pop canadiense francés Mitsou hizo una versión de la canción como tema principal de un EP de 1992 y también la lanzó como single. Añadió un monólogo de palabras habladas en francés al final de la canción.

## Rendimiento gráfico
| Gráfico (1989)                   | Posición más alta |
| -------------------------------- | ----------------- |
| Lista de singles australianos    | 117               |
| Lista de singles colombianos     | 10                |
| Tabla de solteros polacos        | 43                |
| Lista de singles del Reino Unido | 68                |

## Rendimiento en América del Sur
| Chart (1989)            | Peak Posición |
| ----------------------- | ------------- |
| Colombian Singles Chart | 10            |

- Datos: Q2029059